# Damyang

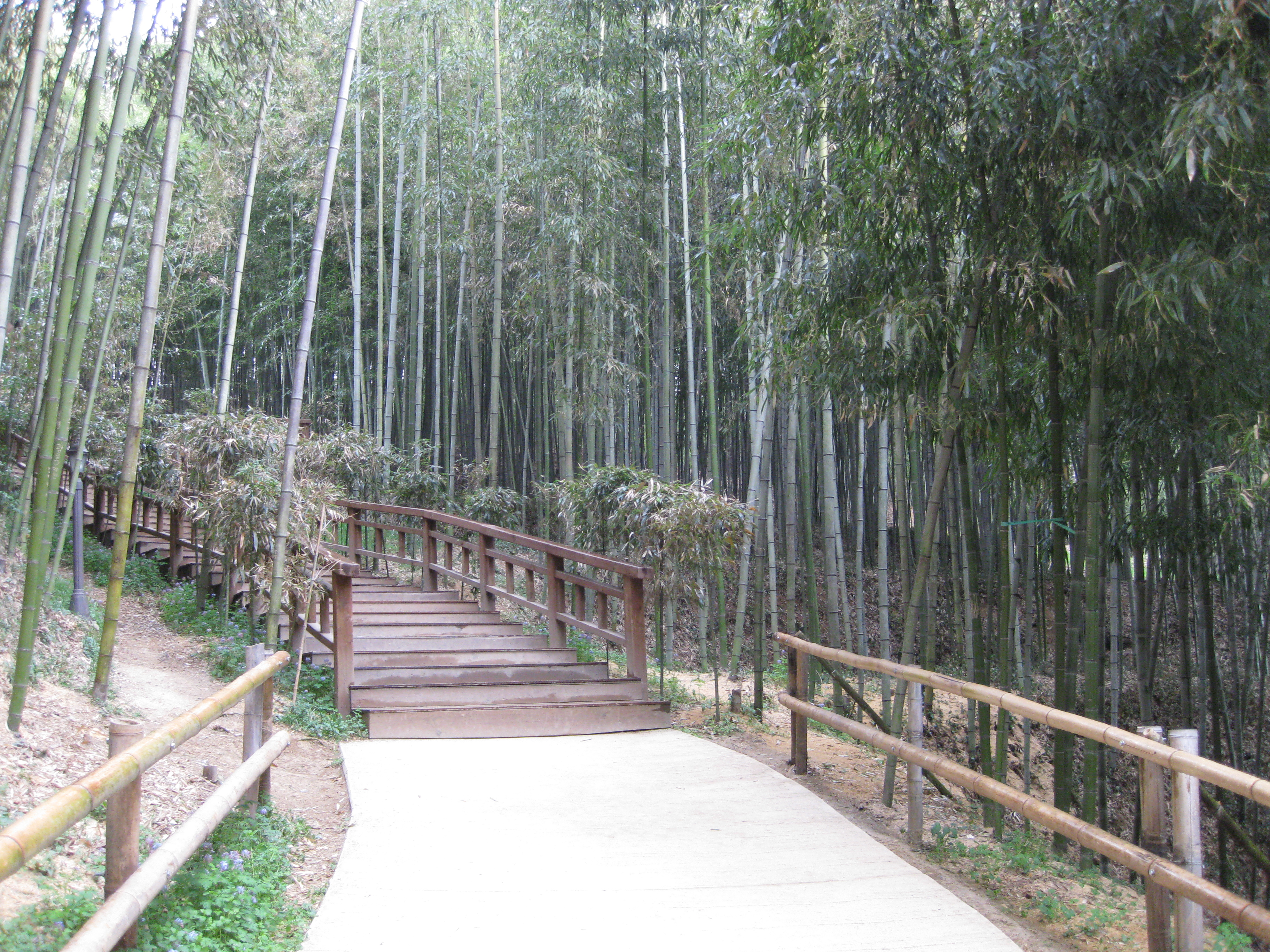
Bambuswald in Damyang

Damyang-gun (담양군) ist ein 47.533 Einwohner (Stand: 2019) zählender südkoreanischer Landkreis in der Provinz Jeollanam-do (전라남도). Bekannt geworden ist Damyang durch seinen Bambuswald Jungnogwon (죽녹원) und durch seine Tradition der Produktion und des Handels mit aus Bambus hergestellten Produkten.
In dem Landkreis befindet sich auch die Kleinstadt Damyang-eup (담양읍), die das wirtschaftliche und administrative Zentrum des Landkreises darstellt.

## Geographie
Der Landkreis Damyang hat eine Größe von 455 km2 und liegt nordöstlich von Gwangju (광주시), am nördlichen Rand der Provinz Jeollanam-do. Er grenzt im Westen an den Landkreis Jangseong (장성군), im Norden an die Provinz Jeollabuk-do (전라북도), im Osten an den Landkreis Gokseong (곡성군), im Südosten an den Landkreis Hwasun (화순군) und im Süden und Südwesten an die Metropole Gwangju. 60,6 % der Fläche des Landkreises sind bewaldet und 23,9 % werden landwirtschaftlich genutzt.

## Geschichte
Während der Baekje-Periode (백제) nannte sich der Landkreis Chujahyegun (추자혜군), wurde während der Silla-Zeit (신라) in Chuseonggun (추성군) umbenannt und bekam nach weiteren Umbenennungen während der Goryeo-Periode (고려) erstmals den Namen Damyang. Weitere administrative Änderungen sowie Änderungen des Namens folgten, bis schließlich Damyang 1914 unter japanischer Herrschaft seine heutige Struktur und Namen bekam.
Seit langer Zeit legten die Einwohner von Damyang in ihren Hinterhöfen kleine Haine mit Bambusbäumen an. Für sie galt der Bambus als „göttliches Rohr“, Sindae (신대) genannt. Aus dem Bambus fertigten sie Alltagsgegenstände jeglicher Art. Ihre Waren waren bis in die 1970er Jahre im ganzen Land begehrt, so dass die meisten im Land gefertigten Bambusartikel aus Damyang stammten. Auch Spezialitäten wie Daetongbap (대통밥, Bambusreis), Bambusschnaps und Bambustee stammten aus der Gegend. Noch heute findet man zahlreiche Geschäfte, die ausschließlich Haushaltsgegenstände und Dekorationen aus Bambus verkaufen.
Im September 2015 wurde in Damyang die World Bamboo Fair Damyang KOREA 2015 abgehalten, eine Messe, auf der Bambuskunsthandwerke aus aller Welt zu sehen waren.
Seit 1998 findet im Bambuswald von Damyang alljährlich das Damyang Bamboo Festival statt. Neben einer Bambus-Messe, und Musikvorführungen mit Bambusinstrumenten, können unter anderem Aktivitäten wie Bambus schneiden mit dem Schwert, Fischen mit einem Bambuskorb, Schnapsherstellung aus Bambus ausgeübt werden.

## Natur
Bedeutsam und landesweit bekannt ist der Bambuswald Jungnogwon (죽녹원), der sich in der nördlichen Hälfte des Landkreises befindet und von Einwohnern der Stadt Damyang angelegt wurde. Südlich des Bambuswalds befindet sich ist der Weg vom Dorf Hanjaegol (한재골) nach Damyang-Eup, der von Urwaldmammutbäumen (Metasequoia glyptostroboides) gesäumt ist, einer laubwerfenden Koniferenart.
Entlang des Flusses, der durch Damyang fließt, erstreckt sich der Wald, der Gwanbangjerim (관방제림) genannt wird. Dieser Wald wurde 1648 in einer ersten und 1854 in einer zweiten Anpflanzung vom Magistrat von Damyang angelegt und besteht aus über 420 bis zu 400 Jahre alten Zelkoven, Mukubäumen und chinesischen Zürgelbäumen. Dieser Wald gilt als einer der schönsten seiner Art in Korea. In dem Landkreis befindet sich auch der Soswaewon-Garten (소쇄원), der während der Joseon-Periode im 16. Jahrhundert von Yang San-Bo (1503–1557) angelegt wurde.

## Sehenswürdigkeiten
Rund 5 Millionen Besucher hat Damyang jährlich zu verzeichnen. Einige touristische Attraktionen, die gerne besucht werden, sind:
- Jungnogwon
- Urwaldmammutbaumallee
- Korea Bambusm Museum
- Garten Soswaewon, „Garten des klaren Geistes“[12]

## Partnerlandkreise
- Landkreis Anji, Zhejiang, Volksrepublik China, ab 21. April 2004
- Takehara-shi, Hiroshima-ken, Japan, ab 2. April 2004
- Artyom, Primorsky Krai, Russland, ab 22. August 2005
- Margilan, Usbekistan, ab 22. August 2005[13]

## Persönlichkeiten
- Na Sang-ho (* 1996), Fußballspieler